# Vince Offer
Offer Shlomi (tiếng Hebrew: עוֹפﬧ שלוֹמי; sinh ngày 25 tháng 4 năm 1964), được biết đến nhiều hơn với cái tên Vince Offer, Vince Shlomi, "The ShamWow Guy" hay "The Slap Chop Guy" là một người bán hàng, đạo diễn, nhà văn và nhà hài kịch người Mỹ gốc Israel. Tác phẩm lớn đầu tiên của Offer là bộ phim hài năm 1999 The Underground Comedy Movie. Offer sở hữu, sản xuất và xuất hiện trong quảng cáo truyền hình cho các sản phẩm của anh như "ShamWow!", một loại khăn thấm nước; "Slap Chop", một dụng cụ nhà bếp; Chất tẩy rửa chất lỏng "InVincizable" và dụng cụ nhà bếp "Crank Chop". Anh cũng đã chính thức quảng cáo các sản phẩm khác mà anh không sở hữu, chẳng hạn như Quicky Grass.

## Đầu đời
Offer được sinh ra ở Beersheva, Israel và lớn lên ở Brooklyn, thành phố New York.

## Sự nghiệp

### Phim ảnh
Năm 1999, Offer đạo diễn và xuất hiện trong The Underground Comedy Movie với những đánh giá cực kỳ tiêu cực. DVD của bộ phim đã được bán trên thị trường thông qua quảng cáo truyền hình. Bộ phim cũng dẫn đến một vài vụ kiện. Mặc dù bộ phim được phát hành và chiếu vào năm 1999, Offer đã bị phá sản vào năm 2002 và kế hoạch phân phối video tại nhà đã bị hoãn lại. Offer, người trước đây là một nhân viên bán hàng và doanh nhân bán rau thành công, đã tiếp tục bán máy cắt rau tại các cuộc họp trao đổi để hỗ trợ mình và quyên tiền để hoàn thành dự án phim của mình. Trong vòng vài tháng, anh ta đã kiếm đủ tiền để tiếp tục sản xuất, và bộ phim cuối cùng đã được hoàn thành, phát hành và tiếp thị hoàn toàn trên các quảng cáo vào đêm khuya mà Offer trả cho thu nhập của anh ta từ việc trao đổi đáp ứng doanh số bán rau. Bộ phim đã bán được hơn 100.000 bản và Offer đã sử dụng số tiền bán được để nộp đơn kiện Church of Scientology.
Năm 2011, anh xuất hiện trong bộ phim Jack and Jill. Nhân vật tiêu đề Jill, do Sandler thủ vai, gọi anh là "Anh chàng ShamWow".
Vào năm 2013, Offer phát hành Inappropriate Comedy phổ biến toàn cầu, do anh đạo diễn, biên kịch và xuất hiện với tư cách là một nhân vật có tên 'Peeping Tom'. Bộ phim ban đầu được hình dung là phần tiếp theo của tuyển tập trước đây của anh, được gọi là Underground Comedy 2010. Bộ phim có sự tham gia của các ngôi sao Rob Schneider, Michelle Rodriguez, Adrien Brody và Lindsay Lohan.

### Tiếp thị thông tin thương mại

#### Lý lịch
Cung cấp tài trợ cho bộ phim hài ngầm bằng tiền riêng của mình, nhưng gặp khó khăn khi bán nó. Anh ta đã đưa đoạn phim quảng cáo vào một quảng cáo thông tin và tuyên bố đã bán được 50.000 bản qua đơn đặt hàng trực tiếp và thêm 50.000 bản nữa trong các cửa hàng. Năm 2010, anh quảng cáo album Recovery của Eminem.

#### ShamWow
Năm 2006, Offer bắt đầu đưa ra thị trường một sản phẩm tẩy rửa mà anh thấy ở chợ trời, một chiếc khăn thấm nước mà anh gọi là "ShamWow!"  Tiêu đề của sản phẩm bắt nguồn từ cách phát âm tiếng Pháp của sơn dương, thường được rút ngắn thành "shammy" trong tiếng Anh. Offer đã đến thăm nhà máy ở Đức nơi sản phẩm được sản xuất, và anh quyết định kết hợp thực tế đó vào chương trình chào hàng trên truyền hình.
Quảng cáo, được quay vào mùa hè năm 2007 với ngân sách 20.000 đô la, đã nhận được lời khen ngợi. Seth Stevenson của Slate.com đã ca ngợi Offer vì "sự thông thạo ấn tượng và tinh tế về nghệ thuật của người chào hàng" (với những dòng như "bạn biết người Đức luôn tạo ra những thứ tốt"), và tự hỏi liệu cách thức mài mòn của Offer cũng có thể đánh dấu một sự độc đáo, mới mẻ chiến lược trong biên niên sử của pitchdom. " Stevenson đã so sánh Offer với những người bình luận truyền hình "lạc quan hơn" như Billy Mays và người dẫn chương trình của Mạng mua sắm tại nhà và kết luận rằng "sự nhường nhịn nói chuyện" của Offer phù hợp với " hệ tư tưởng của thời đại " hiện tại hơn là "sự nhiệt tình" của người phát ngôn như Mays và Ron Popeil.
Báo cáo người tiêu dùng báo cáo rằng quảng cáo cho "ShamWow!" ban đầu đặc trưng Offer tuyên bố rằng sản phẩm giữ "20 lần trọng lượng của nó trong chất lỏng". Sau đó, quảng cáo thông tin đã được đổi thành Offer tuyên bố "ShamWow!" giữ "12 lần trọng lượng của nó trong chất lỏng", sau đó lại "10 lần". Báo cáo Người tiêu dùng đã tự thử nghiệm sản phẩm và thấy rằng nó thực sự giữ trọng lượng gấp 10 lần trọng lượng của chất lỏng nhưng không hơn.
Offer nói rằng anh ta đã bán được hàng triệu chiếc khăn. Ngược lại với tuyên bố rằng độ thấm hút của khăn bị thổi phồng quá mức, ông trả lời rằng lợi nhuận thấp.
Người chào hàng trên truyền hình Billy Mays đã quảng cáo một sản phẩm tương tự có tên Zorbeez hai năm trước sản phẩm "ShamWow!" Của Offer Mays lưu ý rằng "ShamWow!" quảng cáo sử dụng nhiều bản trình diễn sản phẩm giống như quảng cáo Zorbeez được sản xuất trước đó. Vào tháng 2 năm 2009 trong khi trong chương trình phát thanh Adam Carolla, Billy Mays đã công khai thách thức Offer "bỏ cuộc" giữa các sản phẩm khăn thấm tương ứng của họ. Popular Mechanics đã kiểm tra độ hấp thụ của hai sản phẩm khăn và tuyên bố "ShamWow!" là hiệu quả hơn, nhưng lưu ý "Nếu bạn có giẻ vải có thể tái sử dụng (và một cuộn khăn giấy để dự phòng), thì không sản phẩm nào là cần thiết". Trong tập phim, có ý kiến cho rằng người thử nghiệm Popular Mechanics đã không sử dụng Zorbeez một cách chính xác.
Sau sự phổ biến của quảng cáo thông tin, TMZ năm 2009 đã đăng một bản phối lại của quảng cáo trên trang của họ. Bản phối lại ban đầu được tạo bởi DJ Steve Porter và tải lên YouTube.

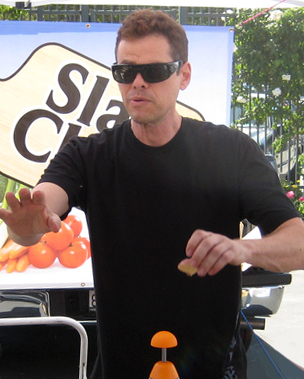
Vince ném Slap Chop vào tháng 8 năm 2008

#### Slap Chop
Vào tháng 12 năm 2008, Offer, người trước đây đã bán dụng cụ nhà bếp tại các cuộc gặp gỡ trao đổi, xuất hiện trong một quảng cáo thông tin về thiết bị nhà bếp khác, quảng cáo cho Slap Chop và Graty. Slap Chop là một thiết bị băm cầm tay có lưỡi bên trong; để vận hành nó, người dùng đặt nó lên một mặt hàng thực phẩm và tát xuống nút trên cùng. Graty là một dụng cụ nghiền phô mai được vận hành bằng cách đặt phô mai vào bên trong và sau đó xoay vỏ bên ngoài của dụng cụ làm cho phô mai bị nghiền. Cả hai thiết bị này được cung cấp trong một số màu sắc. Sự hung hăng và sử dụng những kẻ tham gia kép như "bạn sẽ thích hạt dẻ của tôi" đã được AdWeek ghi nhận, và, theo một blog của Adweek, đã giúp đưa ra "Người đàn ông có thể đánh bại Billy Mays trong trò chơi của chính mình. "
Billy Mays đã quảng cáo một bộ sản phẩm tương tự bao gồm dụng cụ Quick Chop và dụng cụ Quick Grater trước bộ sản phẩm Slap Chop / Graty của Offer. Mays một lần nữa lưu ý rằng quảng cáo Slap Chop sử dụng nhiều bản demo giống như quảng cáo Quick Chop được sản xuất trước đó. Mays cho biết trong cùng một cuộc phỏng vấn trên chương trình phát thanh Adam Carolla vào tháng 2 năm 2009 rằng Offer đã đánh cắp không chỉ ý tưởng sản phẩm Zorbeez, mà cả ý tưởng Quick Chop.
Vào tháng 4 năm 2009, DJ Steve Porter đăng một electro -themed "Slap Chop Rap" Auto Tune bản remix mà lớn một người sùng bái trong tháng 7 năm 2009.

#### Schticky
Vào năm 2012, Offer đã quay trở lại bán hàng truyền hình "Schticky", một con lăn xơ có thể tái sử dụng với ba kích cỡ: Schticky nhỏ, Schticky và Schticky lớn.
Quảng cáo thông tin làm cho nhiều tài liệu tham khảo đến hai quảng cáo khác của anh cho ShamWow và Slap Chop, với Offer cho biết nhiều câu khẩu hiệu của anh. Ông cũng chọc vui vẻ tại bắt giữ năm 2009 của mình bằng cách tạo dáng cho một Mugshot giả.
Quảng cáo Schticky được đồng sáng tác bởi diễn viên hài Dante.

#### InVINCEable
Vào năm 2013, Offer đã bắt đầu một loạt các quảng cáo quảng cáo về một chất tẩy rửa nhà bếp có tên là "InVINCEable". Anh ấy hy vọng rằng sản phẩm này, sản phẩm đầu tiên anh ấy tự phát triển, sẽ là sự khởi đầu cho sự trở lại. Ông cũng bày tỏ sự thích thú khi làm việc như một nhà sản xuất TV cho các nhân viên bán hàng khác.

#### Canada Green
Vào tháng 4 năm 2014, Offer đã xuất hiện trong quảng cáo thương mại "Canada Green" quảng cáo sản phẩm "Quicky Grass" của họ.

## Vấn đề pháp lý

### Kiện tụng
The Underground Comedy Movie là chủ đề cho một số vụ kiện do Offer đề nghị chống lại những người khác. Vào ngày 23 tháng 9 năm 1998, Vince Offer đã đệ đơn kiện chống lại 20th Century Fox và Bobby và Peter Farrelly, đồng giám đốc của Something Something About Mary. Offer tuyên bố rằng 14 cảnh trong Mary đã được gỡ bỏ khỏi bộ phim của anh ấy. Farrellys đưa ra tuyên bố này: "Chúng tôi chưa bao giờ nghe nói về anh ấy, chúng tôi chưa bao giờ nghe về bộ phim của anh ấy, và tất cả chỉ là một loạt những thứ vớ vẫn."  Vụ kiện đã bị bác bỏ với định kiến về một kiến nghị cho bản án tóm tắt theo lệnh của tòa án vào năm 2000, và Twentieth Century Fox đã được trao 66.336,92 đô la phí luật sư.
Năm 2000, Offer đã kiện thành công Anna Nicole Smith với giá 4 triệu đô la, cho rằng Smith đã đồng ý tham gia bộ phim của mình, nhưng đã từ bỏ năm 1996 vì lo ngại rằng việc xuất hiện trong phim sẽ gây bất lợi cho sự nghiệp của cô. Đề nghị đã thắng kiện, vụ việc được giải quyết.
Năm 2004, Offer đã gửi một thông cáo báo chí thông qua prnewsonline.com thông báo ý định khởi kiện Nhà thờ Khoa học học. Năm 1997, trong khi quá trình sản xuất đang diễn ra, Nhà thờ Khoa học học đã bị cáo buộc bắt đầu một chiến dịch bôi nhọ quy mô lớn chống lại Offer và bộ phim của ông (Offer là một Nhà khoa học học vào thời điểm đó). Đạo diễn tuyên bố "Trung tâm người nổi tiếng" của các nhà khoa học ở Hollywood đã gán cho anh ta một "tội phạm" (dựa trên các quy tắc của Khoa học học) và đe dọa bạn bè Khoa học học của anh ta trong ngành kinh doanh điện ảnh bằng hình phạt "lên án" có thể chấm dứt cho sự nghiệp của họ không viết báo cáo hiểm độc chống lại Offer.

### Bắt giữ
Vào ngày 7 tháng 2 năm 2009, Offer đã bị bắt tại Miami Beach, Florida sau một cuộc cãi vã với một gái mại dâm 26 tuổi. Offer cho rằng anh ta đã đánh cô gái khi cô "cắn lưỡi anh và không buông ra". Các công tố viên sau đó đã từ chối nộp đơn tố cáo chính thức đối với một trong hai người.

## Cuộc sống cá nhân
Vince Offer kết hôn với Melody Claire Mandate vào ngày 18 tháng 4 năm 2014. Mandate nộp đơn ly hôn vào ngày 18 tháng 10 năm 2018.